# Seymard
Der Seymard ist ein kleiner Fluss in Frankreich, der im Département Ain in der Region Auvergne-Rhône-Alpes verläuft. Er entspringt im Gemeindegebiet von Ambérieu-en-Bugey, entwässert mit einem großen Bogen über Nord generell in westlicher Richtung und mündet nach rund 15 Kilometern im Gemeindegebiet von Saint-Maurice-de-Rémens als rechter Nebenfluss in die Albarine, die selbst etwa 400 Meter weiter den Ain erreicht. In seinem Mittelteil quert der Seymard die Bahnstrecke Mâcon–Ambérieu und die Autobahn A42.

## Orte am Fluss
(Reihenfolge in Fließrichtung)
- Ambérieu-en-Bugey
- Douvres
- Coutelieu, Gemeinde Ambronay
- Championnière, Gemeinde Ambronay
- Château-Gaillard
- Cormoz, Gemeinde Château-Gaillard
- Le Hyéron, Gemeinde Saint-Maurice-de-Rémens